# سيدني كام
سيدني كام (بالإنجليزية: Sidney Camm)‏ هو مهندس طيران إنجليزي، ولد في 5 أغسطس من سنة 1893 بمدينة ونزر الواقعة في الجنوب الشرقي لإنجلترا.اشتهر سيدني كام بتصاميمه العبقرية وإسهاماته العديدة في مجال الطائرات العسكرية المقاتلة البريطانية، كطائرة هوكر هوريكان، وهوكر تيمبست، وأيضا هوكر هنتر.

## السيرة الذاتية
سيدني كام هو الطفل الأكبر من بين اثني عشر طفلا أخر لفريدريك كام وماري سميث، وشقيقه هو المؤلف الفني المعروف فريدريك جيمس كام، صاحب مجلة براكتيكال ويريليس.
في سنة 1901 بدأ كام الدراسة في المدرسة الملكية الحرة في وندسور.ليحصل بعد ذلك على منحة دراسية في سنة 1906 من أجل إكمال دراساته.لكنه بعد عامين من ذلك وبالضبط في سنة 1908، ترك الدراسة وإشتغل كنجار متدرب.
اهتمامه بمجال الطيران، دفع به لبناء نموذج طائرة رفقة إخوته، قامو في ما بعد بتقديمها للبيع في متجر إيبر هاي ستريت في هيربيرتس.وبعد أن عرفو انهم يستطيعون الحصول على سعر أعلى من الأول، قامو ببيع النماذج مباشرة للأطفال في مدرسة إيتون، سرا تجنبا لجذب انتباه السلطات والمسؤولين عن المدرسة معا.
هذه الأنشطة قادته إلى أن يكون واحدا من أهم مؤسسي نادي وندسور لنماذج الطائرات في أوائل سنة 1912.
قبل فترة وجيزة من اندلاع الحرب العالمية الأولى،
حصل كام على عمل كنجار في ورشة  شركة مارتينزيد للطائرات، التي يقع مقرها في مضمار سباق بروكلاندز في مقاطعة سري الواقعة في مدينة ويبريدج البريطانية. بفضل قدراته الإستثنائية وشغفه بالتصميم تم نقله إلى مكتب الرسم، حيث أمضى فيه فترة الحرب.
بعد تصفية الشركة في سنة 1921، تم توظيف كام من قبل جورج هانداسيد، هذا الأخير الذي قام بإنشاء شركته الخاصة لصناعة الطائرات، التي كانت مسؤولة عن صناعة طائرة هانداسيد مونوبلان.
في شهر نوفمبر من سنة 1923، انضم كام إلى شركة هوكر للطائرات (سميت في وقت لاحق بشركة هوكر سايدلي)، الواقع مقرها في كانبوري بارك رود في كينغستون أبون تامس ، حيث عمل بها كرسام.
أول تصميم له كان لطائرة هوكر سيغنيت، الذي أدى إلى تعيينه كرئيس للتصميم في سنة 1925.
في نفس السنة أي 1925، وبالتعاون مع فريد سيغريست، المدير العام لشركة هوكر، قام كام بتطوير شكل جديد من الهياكل المعدنية، باستخدام أنابيب بسيطة أقل تكلفة، تكون بديلة للبنية الملحومة القديمة.
طيلة مدة عمله مع شركة هوكر، كان كام مسؤولا عن إنشاء حوالي 52 نوع مختلف من الطائرات، تم في المجموع تصنيع أكثر من 26000 نسخة منها.
لعل أبرز تصاميمه كانت طائرات هوكر تومتيت، وهوكر هورنبيل، و  هوكر هارت، وهوكر نمرود، وهوكر فوري.
خلال سنوات الثلاثينيات، كانت حوالي 84 ٪ من مجموع طائرات سلاح الجو الملكي البريطاني من تصميم السيد كام.
إنتقل بعد ذلك لتصميم أهم الطائرات البريطانية آن ذاك والتي ستصبح فيما بعد أحد أركان سلاح الجو الملكي البريطاني في الحرب العالمية الثانية، مثل طائرة هوكر هوريكان، هوكر تيفون وهوكر تيمبست.
من بين المهندسين الذين عملوا مع كام في شركة هوكر للطائرات، نجد:
- «فريدريك باغ» (في وقت لاحق لتصميم طائرة إنجلش إلكتريك لايتنينغ).
- «ليزلي أبليتون» (في وقت لاحق لتصميم طائرة فيري ديلتا 2 وأول صاروخ جو-جو بريطاني، إضافة لطائرة فيري فيريفلاش).
- «ستيوارت ديفيس» (الذي انضم إلى شركة أفرو في سنة 1936، ليشتغل في وقت لاحق كمصمم كبير لطائرة أفرو فولكان).
- «روي شابلن» (الذي أصبح كبير المصممين في شركة هوكر في عام 1957).
- «روبرت ليكلي».

## سنواته الأخيرة
شغل كام منصب رئيس الجمعية الملكية للطيران، خلال الفترة الممتدة بين سنتي 1954 و 1955 .
تقاعد السيد كام من منصب كبير المصممين في هوكر سنة 1965، وحل محله جون فوزارد. ومع ذلك، ظل يشتغل على طاولة خلفه، في شركة هوكر سيديلي حتى وفاته. تلقى كام في سنة 1966، ميدالية غوغنهايم الذهبية، لتتوج مسيرة عقود من العمل في مجال التصميم.
توفي كام في 12 مارس 1966 عن عمر ناهز  72 عاما، ودفن في لونغ ديتون.

## الحياة الشخصية
عاش كام في منطقة ثامس ديتون في سري.في سنة 1915 تزوج من هيلدا ستارنيس، ورزق بإبنة سنة 1922.